# Polina Anikeeva

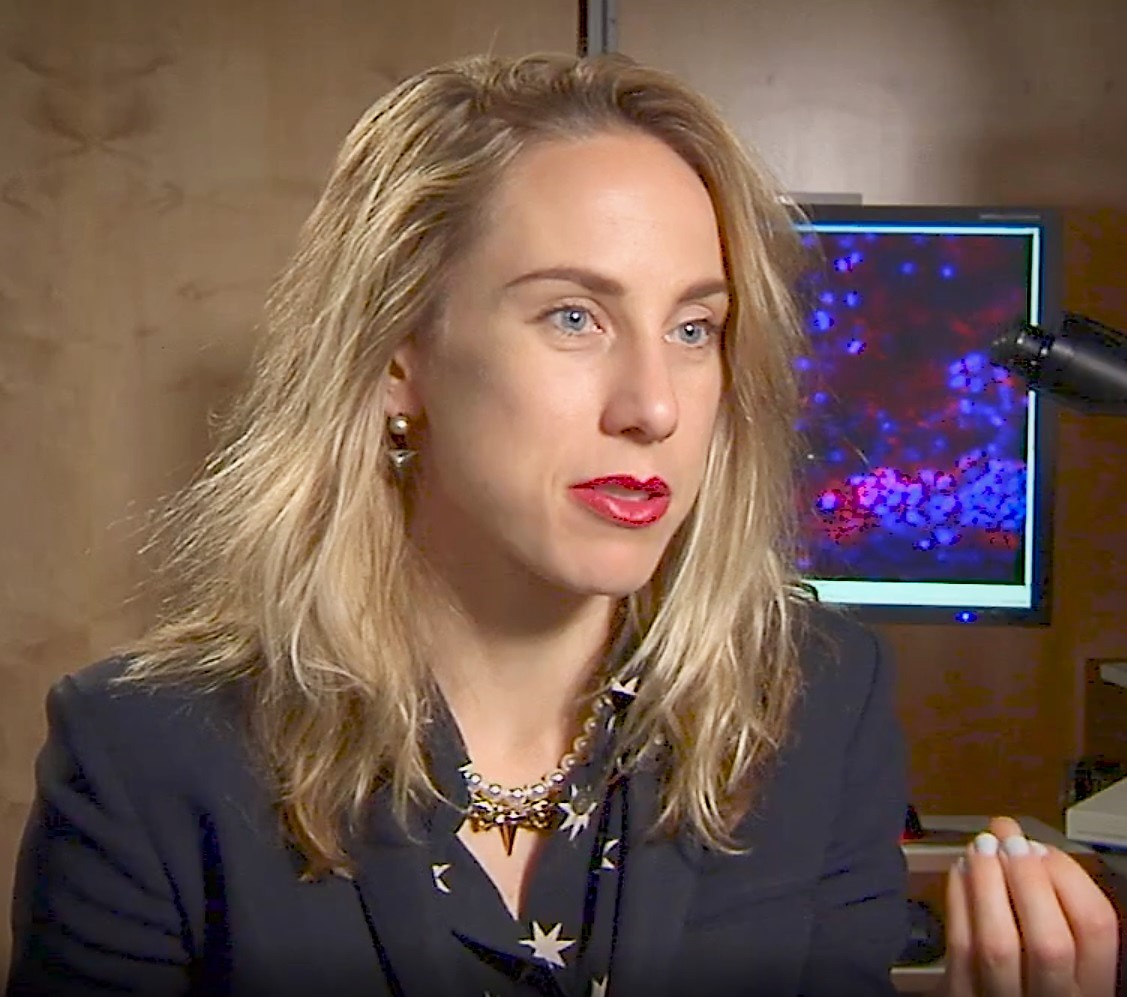
Polina Anikeeva für den Nationalen Wissenschaftsfonds

Polina Olegovna Anikeeva (* 1982) ist eine russisch-amerikanische Materialwissenschaftlerin und Professorin für Materialwissenschaft und -technik sowie für Gehirn- und Kognitionswissenschaften am Massachusetts Institute of Technology (MIT). Sie ist Dozentin am McGovern Institut für Hirnforschung und am Research Laboratory of Electronics am MIT. Ihre Forschung konzentriert sich auf die Entwicklung von Instrumenten zur Untersuchung der molekularen und zellulären Grundlagen von Verhalten und neurologischen Krankheiten.

## Frühes Leben und Ausbildung
Anikeeva wurde in Sankt Petersburg, Russland (damals Leningrad, Sowjetunion), geboren. Sie studierte Biophysik an der Staatlichen Polytechnischen Universität St. Petersburg, wo sie unter der Leitung von Tatiana Birshtein arbeitete, einer Polymerphysikerin am Institut für makromolekulare Verbindungen der Russischen Akademie der Wissenschaften. Während ihres Studiums absolvierte sie auch ein Austauschprogramm an der ETH Zürich. Nach ihrem Abschluss im Jahr 2003 arbeitete Anikeeva ein Jahr lang in der Abteilung für physikalische Chemie am Los Alamos National Laboratory, wo sie photovoltaische Zellen auf der Grundlage von Quantenpunkten (QDs) entwickelte. Im Jahr 2004 schrieb sie sich für das Ph.D.-Programm Materials Science and Engineering am MIT ein und trat in das Labor für organische Elektronik von Vladimir Bulović ein. Gemeinsam mit Bulović entwickelte sie Leuchtdioden auf der Grundlage von Quantenpunkten und organischen Halbleitern. Während ihres Studiums war sie die Hauptautorin einer bedeutenden Arbeit die über eine Methode zur Erzeugung von lichtemittierenden QD-Bauelementen mit über das gesamte sichtbare Spektrum (460 nm bis 650 nm) abstimmbarer Elektrolumineszenz berichtete. Ihre Doktorarbeit wurde von der Display-Industrie vermarktet und von einem Hersteller übernommen, der später zu Samsung gehören sollte.

## Forschung und Karriere
Anikeeva wechselte zur Stanford University und wurde als Postdoktorandin in das neurowissenschaftliche Labor von Karl Deisseroth berufen. Das Deisseroth-Labor leistete Pionierarbeit auf dem Gebiet der Optogenetik, einer Technik, bei der lichtempfindliche Ionenkanäle wie Channelrhodopsine zur Modulation der neuronalen Aktivität eingesetzt werden. Anikeeva arbeitete an der Kombination von Tetroden, die zur Aufzeichnung neuronaler Aktivität verwendet werden, mit optischen Wellenleitern um Optoelektroden herzustellen. Mit diesen optoelektronischen Geräten konnte die elektrische Aktivität aufgezeichnet werden, die durch das durch den Wellenleiter gelieferte Licht ausgelöst wurde. Dies war der Vorläufer der multifunktionalen faserbasierten neuronalen Schnittstellen, die Anikeeva später in ihrem eigenen Labor am MIT entwickeln sollte.
Nach ihrem Postdoc-Aufenthalt in Kalifornien kehrte Anikeeva 2011 als AMAX Career Development Assistant Professor an das MIT in Cambridge, Massachusetts, zurück. Das Anikeeva-Labor, das auch als Bioelectronics@MIT bezeichnet wird, entwickelt Instrumente zur Untersuchung und Steuerung des Nervensystems. Ihr Labor hat zwei Forschungsschwerpunkte. Das erste ist die Anwendung der thermischen Ziehtechnik, ein Verfahren, das ursprünglich für Anwendungen wie Faseroptik und Textilien entwickelt wurde, um flexible, faserbasierte neuronale Schnittstellen aus Polymeren zu schaffen. Im Jahr 2015 berichteten Anikeeva und Mitarbeiter erstmals über diese flexiblen neuronalen Schnittstellen, die auch als neuronale Sonden bezeichnet werden, und zeigten, dass sie optische, elektronische und mikrofluidische Modalitäten in einem einzigen implantierbaren Gerät für die chronische Abfrage des Nervensystems kombinieren können. Diese Fasern sind eine fortschrittlichere und skalierbare Technologie als ihre Vorläufer, die Optoelektroden. Seitdem haben Anikeeva und ihre Studenten noch fortschrittlichere neuronale Schnittstellen entwickelt, die in hohem Maße angepasst werden können und umfassen Materialien wie Fotolack und Hydrogele.
Anikeevas zweiter Forschungsschwerpunkt ist die Nutzung von Magnetfeldern zur drahtlosen Modulation der neuronalen Aktivität. Im Gegensatz zu Licht, das aufgrund der Dämpfung eine begrenzte Eindringtiefe in biologisches Gewebe hat, koppeln schwache magnetische Wechselfelder (AMF) aufgrund der geringen Leitfähigkeit des Gewebes und der vernachlässigbaren magnetischen Permeabilität nur minimal an biologisches Gewebe. Magnetische Nanomaterialien können so gestaltet werden, dass sie sich in Gegenwart von AMFs erhitzen oder drehen. Werden diese Nanomaterialien in biologisches Gewebe wie das Gehirn injiziert und AMFs ausgesetzt, können sie eine lokale thermische oder mechanische Stimulation auslösen. Diese Technologien können zur Stimulierung der TRP-Familie von Ionenkanälen, einschließlich TRPV1 und TRPV4, verwendet werden. 2015 wiesen Anikeeva und ihre Studenten in einer in Science veröffentlichten Schlüsselarbeit nach dass die magnetothermische Stimulation mit magnetischen Nanomaterialien für die drahtlose Tiefenhirnstimulation genutzt werden könnte. In Folgestudien des Anikeeva-Labors wurde dieses Konzept dann auf die Stimulation mechanosensibler Kanäle ausgeweitet. Anikeeva und ihre Kollegen haben außerdem gezeigt, dass diese magnetischen Nanomaterialien auch zur Verabreichung von Medikamenten eingesetzt werden können, Hormonausschüttung, und zur Stimulierung säureempfindlicher Ionenkanäle.
Anikeeva hat mehrere Vorträge über die in ihrem Labor erfundenen Technologien und neuronale Schnittstellen im Allgemeinen gehalten, unter anderem in zwei TED-Talks von 2015 und 2017.

### Auszeichnungen und Ehren
- 2013 National Science Foundation CAREER Preis[16]
- 2013 National Academy of Engineering Symposium Grenzen der Technik[17]
- 2013 DARPA Young Faculty Award (YFA)[18]
- 2014 Dresselhaus Gründungspreis der Stiftung[19]
- 2015 Junior Bose Auszeichnung für Lehre[20]
- 2015 MIT Technology Review 35 Innovatorin unter 35[21]
- 2017 SPIE Frauen in der Optik Planer[22]
- 2018 Vilcek Preis für kreative Talente in der biomedizinischen Wissenschaft[3]
- 2019 MITx Preis für Lehren und Lernen in MOOCs[23]
- 2020 MacVicar Fakultätsstipendium[24]

### Ausgewählte Veröffentlichungen
- Polina O. Anikeeva, Jonathan E. Halpert, Moungi G. Bawendi, Vladimir Bulović: Quantum Dot Light-Emitting Devices with Electroluminescence Tunable over the Entire Visible Spectrum. In: Nano Letters. 9. Jahrgang, Nr. 7, 2009, ISSN 1530-6984, S. 2532–2536, doi:10.1021/nl9002969, PMID 19514711 (englisch).
- Polina Anikeeva, Andalman: Optetrode: a multichannel readout for optogenetic control in freely moving mice. In: Nature Neuroscience. 15. Jahrgang, 2012, S. 163–170 (englisch).
- Lisa A. Gunaydin, Logan Grosenick, Joel C. Finkelstein, Isaac V. Kauvar: Natural Neural Projection Dynamics Underlying Social Behavior. In: Cell. 157. Jahrgang, Nr. 7, 2014, ISSN 0092-8674, S. 1535–1551, doi:10.1016/j.cell.2014.05.017, PMID 24949967 (englisch).
- Andres Canales, Xiaoting Jia, Ulrich P. Froriep, Ryan A. Koppes: Multifunctional fibers for simultaneous optical, electrical and chemical interrogation of neural circuits in vivo. In: Nature Biotechnology. 33. Jahrgang, Nr. 3, 2015, ISSN 1546-1696, S. 277–284, doi:10.1038/nbt.3093, PMID 25599177 (englisch).
- Ritchie Chen, Gabriela Romero, Michael G. Christiansen, Alan Mohr: Wireless magnetothermal deep brain stimulation. In: Science. 347. Jahrgang, Nr. 6229, 27. März 2015, ISSN 0036-8075, S. 1477–1480, doi:10.1126/science.1261821, PMID 25765068 (englisch).